# Tiếng Nubia cổ
Tiếng Nubia cổ đại (còn được gọi là tiếng Trung Nubia hoặc tiếng Nobiin cổ) là một ngôn ngữ Nubia đã tuyệt chủng, được chứng thực bằng văn bản từ thế kỷ thứ 8 đến thế kỷ 15 sau Công nguyên. Nó là tổ tiên của ngôn ngữ Nobiin thời hiện đại và có liên quan chặt chẽ với Dongolawi và Kenzi. Nó được sử dụng trong suốt vương quốc Makuria, bao gồm các giáo phận đông phương của Nobatia. Ngôn ngữ được lưu giữ trong hơn một trăm trang tài liệu và chữ khắc, cả về tôn giáo (thực hành, lời cầu nguyện, sách hướng dẫn, thánh vịnh, thơ), và liên quan đến đời sống của nhà nước và tư nhân (tài liệu pháp lý, thư) của bảng chữ cái Copt. 